# Bidens pilosa
Bidens pilosa, bident pelut, bident eriçat és una espècie de planta amb flors de la família de les asteràcies . Bidens pilosa és una herba adventícia cosmopolita, originària d'Amèrica del Sud, però es distribueix àmpliament com a espècie introduïda a altres regions del món, com ara Euràsia, Àfrica, Austràlia, Amèrica del Sud i les illes del Pacífic. És una planta anual erecta que arriba a 1,8 m d'alçada.
A l'Àfrica subsahariana, els brots tendres i les fulles joves fresques o seques s'utilitzen com a hortalissa, especialment en temps d'escassetat d'aliments. Es diu anamadinika en malgaix.

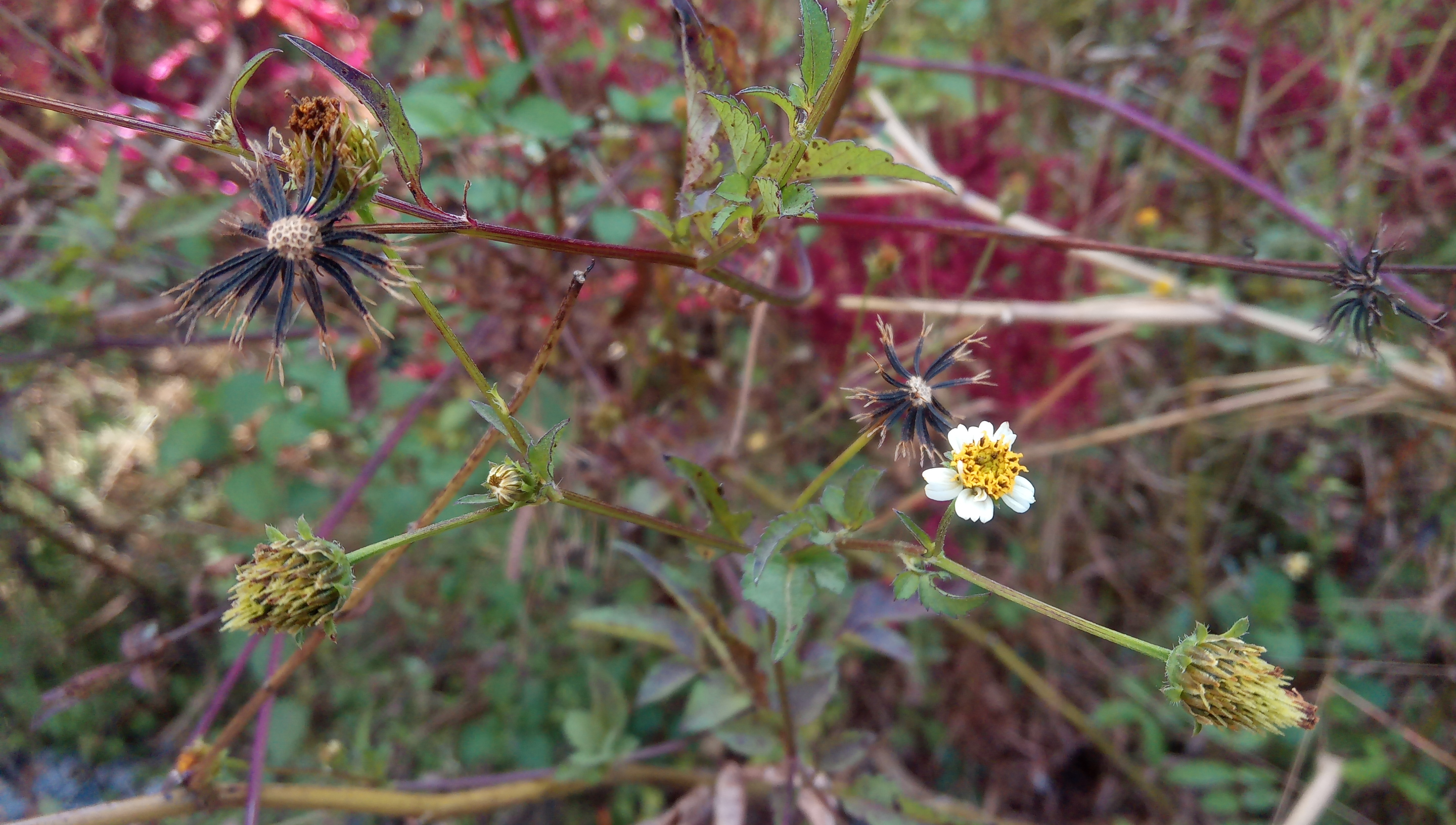
Bidens pilosa, anamadinika en malgaix